# Detenzione di Patrick Zaki

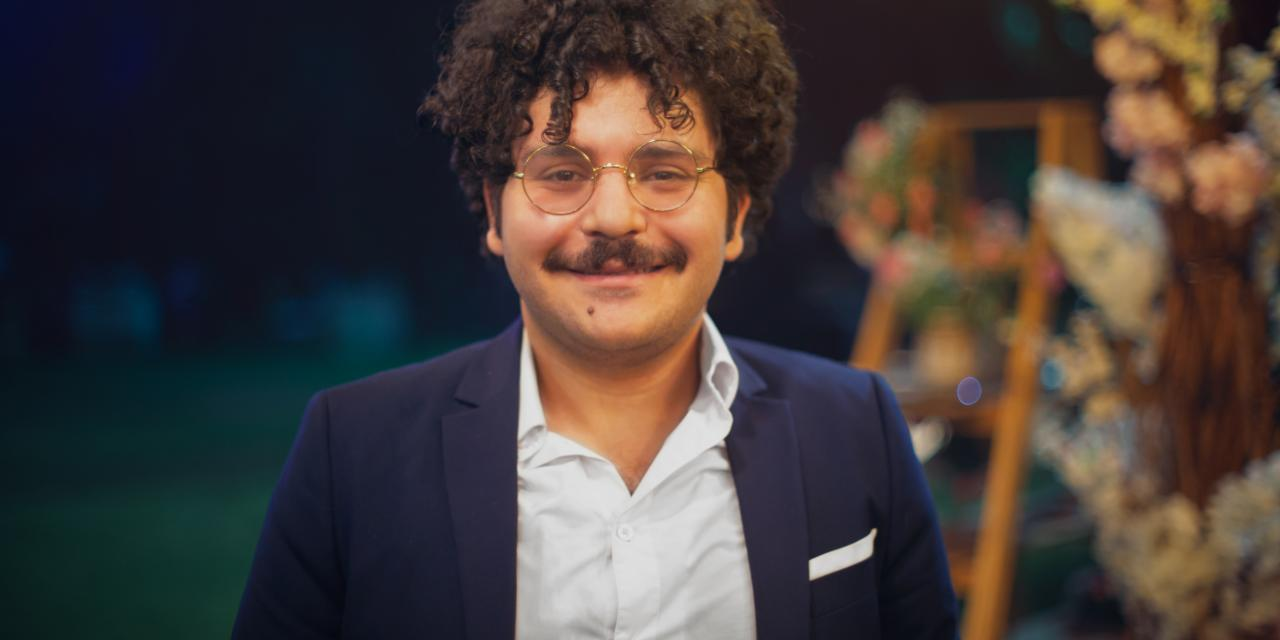
Patrick Zaki

La detenzione di Patrick Zaki è avvenuta in Egitto tra il 7 febbraio 2020 e l'8 dicembre 2021. Zaki venne arrestato dalle autorità egiziane subito dopo essere atterrato all'aeroporto del Cairo. Poiché Zaki era studente all'Università di Bologna in letterature moderne comparate postcoloniali, il fatto ha suscitato mobilitazioni da parte della società civile e della politica italiana ed ha ricevuto notevole attenzione mediatica sia in Italia sia nel resto d'Europa.
La detenzione fu sospesa temporaneamente l'8 dicembre 2021 con la liberazione di Zaki per effetto di un'ordinanza che prevedeva comunque la continuazione del processo. Il 18 luglio 2023 è stata emessa la condanna definitiva a 3 anni di carcere, ma il giorno successivo il presidente egiziano al-Sisi ha concesso la grazia, ponendo fine al procedimento giudiziario.

## Storia

### Antefatto
Patrick George Zaki (in arabo باتريك جورج زكي‎?) è un attivista egiziano nato il 16 giugno 1991 a Mansura, in Egitto, da genitori di religione cristiana ortodossa copta. Si è laureato in farmacia alla German University del Cairo. In occasione delle elezioni presidenziali egiziane del 2018, Zaki è stato uno degli organizzatori della campagna elettorale di Khaled Ali, avvocato e attivista politico impegnato nella difesa dei diritti umani, che in seguito ritirò la candidatura denunciando il clima di intimidazione e i numerosi arresti dei suoi collaboratori. Zaki ha fatto parte dell'associazione per la difesa dei diritti umani Egyptian Initiative for Personal Rights, con sede a Il Cairo. Nell'autunno del 2019 stava frequentando un master universitario in studi di genere all'Università di Bologna.

### Arresto

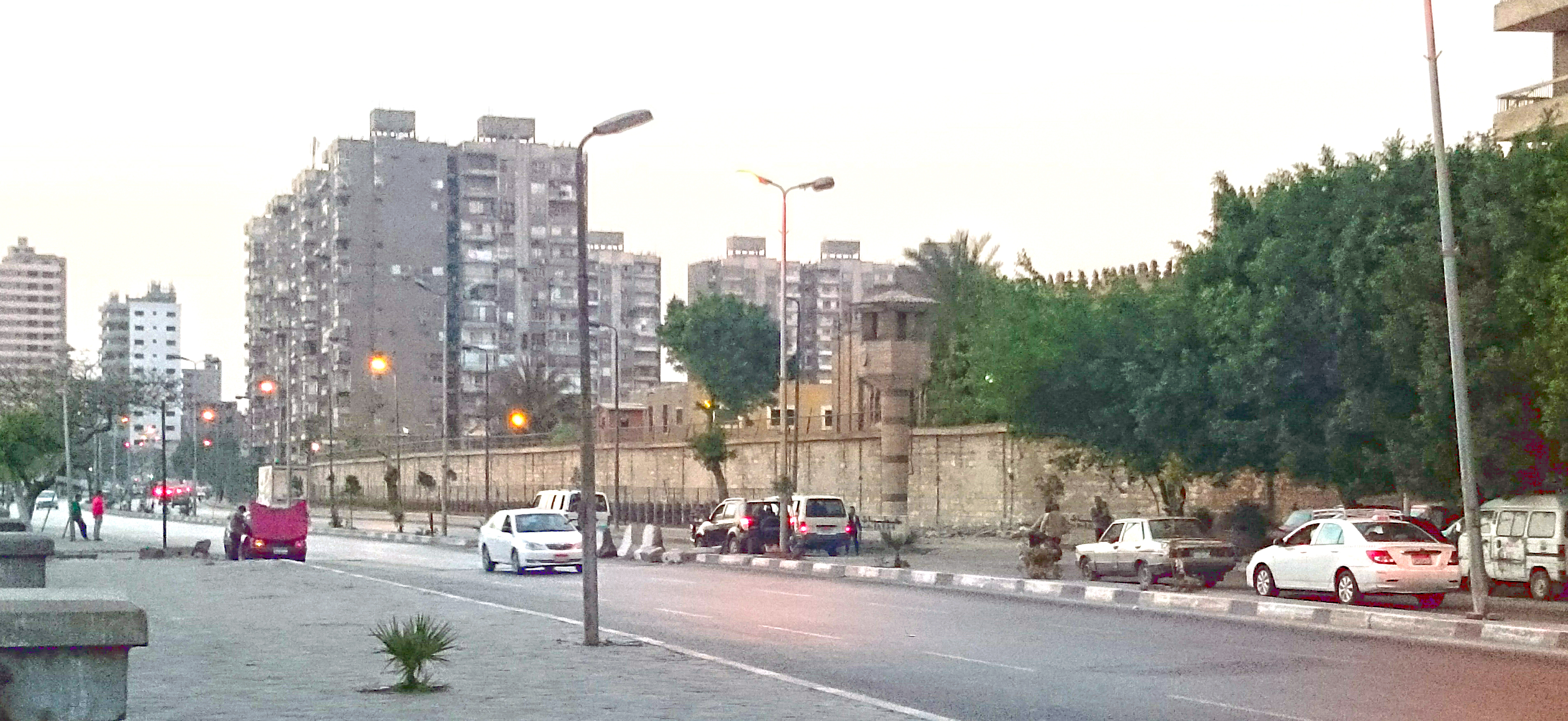
Il carcere di Tora, dove è stato detenuto Zaki

Il 7 febbraio 2020, nell'intento di tornare in Egitto per fare visita ai parenti, dopo l'atterraggio all'aeroporto del Cairo alle 4:00 (ora locale; UTC+2) è stato arrestato dagli agenti dei servizi segreti egiziani. Per circa 24 ore non sono trapelate sue notizie né ai familiari né ai media. La notizia del suo arresto è stata divulgata successivamente dall'Egyptian Initiative for Personal Rights, il 9 febbraio.
La polizia egiziana, al contrario, nel verbale d'arresto ha scritto che Zaki è stato arrestato l'8 febbraio ad un posto di blocco nel quartiere Jadyala a Mansura.
I capi d'accusa formulati nel mandato d'arresto sono stati: minaccia alla sicurezza nazionale, incitamento alle proteste illegali, sovversione, diffusione di false notizie, propaganda per il terrorismo. Nello specifico gli sono stati contestati alcuni post su Facebook. Secondo i mezzi d'informazione governativi egiziani, Zaki sarebbe stato attivo all'estero per scrivere una tesi di laurea sull'omosessualità e per incitare contro lo Stato egiziano.
Secondo il suo avvocato, dopo il suo arresto è stato bendato e torturato per 17 ore consecutive con colpi allo stomaco, alla schiena e con scariche elettriche inflitte dalle forze di sicurezza egiziane, oltre a essere stato interrogato riguardo la sua permanenza in Italia, il suo presunto legame con la famiglia di Giulio Regeni e il suo impegno politico, venendo inoltre minacciato di stupro.
La Procura generale di Mansura, al contrario, ha dichiarato di avere constatato lo stato di salute del fermato, affermando che Zaki non palesava ferite sul corpo. Il Procuratore generale dell'Egitto, Hamada el-Sawy, ha negato che Zaki sia stato torturato dalla polizia.

### Carcere
Dopo una breve detenzione presso Talkha, il 25 febbraio Zaki è stato trasferito nel carcere di Mansura ed è stata fissata la sua udienza in tribunale per il 7 marzo seguente. Dopo una visita dei genitori, concessa in via straordinaria, il 5 marzo è stato trasferito nel carcere di Tora, al Cairo. Due giorni dopo, il tribunale competente ha rinnovato la sua detenzione preventiva fino alla successiva udienza, poi posticipata al 21 marzo, e nuovamente posticipata a causa della pandemia di COVID-19 in corso.
La detenzione preventiva è stata più volte prolungata per periodi successivi, prima di 15 giorni e poi di 45 giorni.
La prima udienza del processo si è svolta il 14 settembre 2021. Tra le accuse mosse nel mandato d'arresto, l'unica che la Procura suprema per la sicurezza dello Stato ha sostenuto al processo è «diffusione di false notizie dentro e fuori il Paese», in relazione ad un articolo, a firma di Zaki, pubblicato nel 2019 sul giornale libanese Daraj. Nell'articolo, il giovane ricercatore riportava alcune persecuzioni e discriminazioni subite dalla comunità copta egiziana.

### Liberazione
Il 7 dicembre 2021, al termine della terza udienza, il tribunale ha ordinato la scarcerazione di Zaki, che ha potuto rimanere in libertà per la restante durata del processo. La scarcerazione è stata eseguita il successivo 8 dicembre. Durante l'undicesima udienza, il 18 luglio 2023 a Mansura, il tribunale egiziano lo ha condannato a tre anni di reclusione con effetto immediato. Il giorno successivo, il presidente egiziano Abdel Fattah al-Sisi gli ha concesso la grazia presidenziale.

## Reazioni nella comunità internazionale

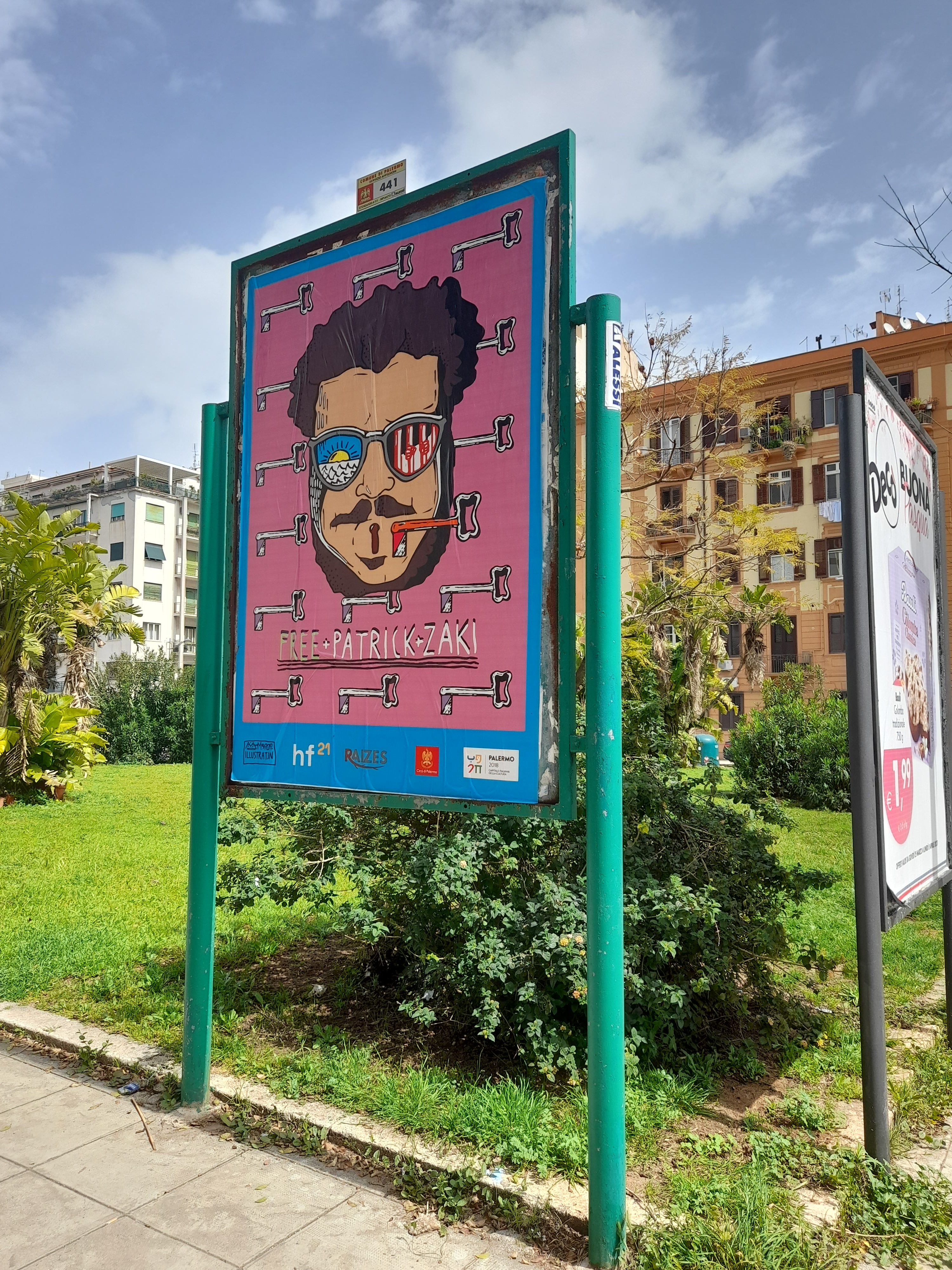
Manifesto a Palermo per la liberazione di Patrick Zaki

La Conferenza dei rettori delle università italiane (CRUI) e analoghe reti universitarie in altri paesi europei hanno espresso solidarietà a Zaki e lanciato appelli per la sua liberazione.
Il 1º ottobre 2020 ventisei europarlamentari italiani hanno scritto una lettera al capo dell'ambasciata italiana al Cairo Giampaolo Cantini, in cui hanno definito Patrick Zaki «innocente» e «prigioniero di coscienza», chiedendo che l'ambasciata italiana richieda con fermezza al governo egiziano la liberazione di tutti coloro che in Egitto subiscono il carcere con l'accusa «strumentale» di terrorismo, ma in realtà a causa delle loro opinioni e del loro lavoro in favore dei diritti umani.
Il 18 dicembre il Parlamento europeo ha approvato una risoluzione in cui «deplora [...] con la massima fermezza la continua e crescente repressione, per mano delle autorità statali e delle forze di sicurezza egiziane, ai danni dei diritti fondamentali e di difensori dei diritti umani [...] e chiede la liberazione immediata e incondizionata di Patrick George Zaki e il ritiro di tutte le accuse a suo carico», definendo «arbitrario» il suo arresto e considerando la sua detenzione come una «minaccia» per i valori fondamentali dell'Unione europea.
Numerosi comuni italiani hanno conferito la cittadinanza onoraria a Zaki, in particolare la capitale Roma ed i seguenti capoluoghi di provincia: 
Napoli, 
Milano,  
Novara,  
Bari,  
Bologna, 
Chieti, 
Avellino, 
Ferrara, 
Salerno, 
Messina, 
Firenze, 
Rimini, 
Pisa, 
Udine, 
Lecce, 
Brindisi, 
Taranto, Trani, Crotone e Pescara.
Il 24 novembre 2022, pochi giorni dopo la conclusione della COP 27 a Sharm el-Sheikh, il Parlamento europeo ha approvato un'altra risoluzione sull'Egitto in cui ha criticato la situazione dei diritti umani e chiesto la liberazione degli attivisti per i diritti umani e giornalisti che sono in carcere e la revoca del divieto di viaggio a Zaki.